# Mieczysław Rydel
Mieczysław Rydel (ur. 27 listopada 1930 w Woli Mieleckiej, zm. 2 grudnia 2005 w Warszawie) – polski uczony, specjalista w zakresie elektroniki i telekomunikacji, profesor doktor habilitowany inżynier Wydziału Elektroniki i Technik Informacyjnych Politechniki Warszawskiej.

## Życiorys
W 1949 ukończył Liceum Ogólnokształcące w Rybniku i rozpoczął studia na Wydziale Elektrycznym Politechniki Śląskiej w Gliwicach, w 1953 uzyskał dyplom inżyniera elektryka. Następnie kontynuował naukę na Wydziale Łączności Politechniki Warszawskiej, gdzie w 1957 obronił pracę magisterską. Od 1955 był wykładowcą akademickim w Katedrze Teletransmisji Wydziału Łączności, a następnie Instytucie Telekomunikacji Wydziału Elektroniki i Technik Informacyjnych. Pracując na politechnice od 1956 opracowywał przyrządy pomiarowe i aparaturę laboratoryjną, prowadził badania nad teorią torów współosiowych, był autorem metodyki wyznaczania parametrów torów oraz rozwinął teorię torów o losowych niejednorodnościach stosowaną przy interpretacji wyników pomiarów. W 1965 przedstawił i obronił pracę Analiza teoretyczna własności niejednorodnych współosiowych torów teletransmisyjnych, w 1970 wyjechał na staż w Królewskim Instytucie Technicznym w Sztokholmie, gdzie pracował nad teorią błędów transmisji cyfrowej. W latach 1972–1974, 1980-1984 i 1987-1990 był kierownikiem Zakładu Podstaw Telekomunikacji w Instytucie Telekomunikacji, w latach 1972-1973 i 1978-1980 pełnił funkcję zastępcy dyrektora do spraw nauczania. W 1979 przedstawił monografię Analiza sygnałów kodowych i uzyskał stopień doktora habilitowanego. Decyzją Prezydenta RP w 29 lipca 1991 otrzymał tytuł profesora nauk technicznych. 
Pochowany na cmentarzu Powązkowskim w Warszawie (kw. 140, rząd 1, grób 5).

## Odznaczenia
- Medal Komisji Edukacji Narodowej (1976),
- Złota Odznaka „Zasłużony Pracownik Łączności” (1976),
- Złoty Krzyż Zasługi (1977),
- Złota Odznaka „Zasłużony dla Politechniki Warszawskiej” (1980),
- Złota Honorowa Odznaka „Zasłużony Pracownik Łączności” (1983),
- Krzyż Kawalerski Order Odrodzenia Polski (1987),
- Medale „Zasłużony dla Krajowego Sympozjum Telekomunikacji” (1999).